# Rai Scuola
Rai Scuola — італійський телевізійний канал, що належить RAI, який здійснює мовлення через загальнодоступне цифрове наземне телебачення в Італії, за допомогою Sky Italia - канал 806, і через супутник Hot Bird. Мовлення безкоштовне (FTA) Почав своє мовлення у 2000 році під назвою «Rai Edu1», і був перейменований в «Rai Scuola» у 2009 році.

## Передачі
Канал передає документальні, культурні та освітні програми на італійському і англійською мовами.